# Kammern im Liesingtal
Kammern im Liesingtal é um município da Áustria, situado no distrito de Leoben, na estado da Estíria. Tem 58,69 km² de área e sua população em 2016 foi estimada em 1.622 habitantes.